# François van der Merwe
Pour les articles homonymes, voir Van der Merwe.
Pas d'image ? Cliquez ici

a Compétitions nationales et continentales officielles uniquement.

Dernière mise à jour le 9 août 2020.
 François Carl van der Merwe, né le 4 octobre 1983 à Bloemfontein, est un joueur sud-africain de rugby à XV évoluant au poste de deuxième ligne. Il joue actuellement au LOU Rugby depuis 2017. Il est le fils de l'international sud-africain Flippie van der Merwe et le frère aîné d'un autre international sud-africain, Flip van der Merwe.
Vainqueur de la pro d2 en 2009.
Vainqueur du Top 14 en 2016.
Finaliste de la coupe d'Europe en 2016.